# World Curling
World Curling is de overkoepelende internationale organisatie voor de curlingsport. Ze werd op 1 april 1966 opgericht in het Canadese Vancouver, zij het onder de naam International Curling Federation. Bij de oprichting waren de nationale bonden van Canada, Frankrijk, Noorwegen, Schotland, de Verenigde Staten, Zweden en Zwitserland betrokken. De bond is sinds de oprichting gevestigd in Schotland; eerst in Edinburgh en sinds 1994 in Perth. In 1991 werd de bond omgedoopt tot World Curling Federation. In 2024 werd de huidige naam aangenomen.

## Geschiedenis
In de jaren vijftig van de twintigste eeuw wilden de grote curlinglanden dat de sport opnieuw olympisch zou worden. Curling is een van de sporten die beoefend werden tijdens de eerste Olympische Winterspelen, maar werd daaropvolgend van het programma geschrapt. Het Internationaal Olympisch Comité stelde als basisvereiste dat er een mondiale bond zou worden opgericht. In 1957 kwamen daartoe enkele landen bijeen in het Schotse Edinburgh. Veel vooruitgang werd niet geboekt, maar twee jaar later, in 1959, startten Canada en Schotland een jaarlijks terugkerende internationale wedstrijd, de Scotch Cup. Aan de eerste edities deden alleen deze twee landen mee, maar al snel raakten andere landen geïnteresseerd. In 1961 namen de Verenigde Staten voor het eerst deel, in 1962 Zweden, in 1964 Noorwegen en Zwitserland, in 1966 Frankrijk en in 1967 Duitsland. Vanaf 1968 werd het toernooi het Air Canada Silver Broom genoemd en had de status van het wereldkampioenschap. Later werden de toernooien om de Scotch Cup erkend als officieel wereldkampioenschap.
Het succes van de Scoth Cup leidde in maart 1965 tot een tweede poging om een internationale bond op te richten. In het Schotse Perth kwamen de nationale bonden van Canada, Noorwegen, Schotland, de Verenigde Staten, Zweden en Zwitserland tot een akkoord. In maart 1966 werden de ontwerpstatuten goedgekeurd door de zes genoemde landen en Frankrijk in het Canadese Vancouver. De oprichtingsdatum werd 1 april 1966. De statuten zelf werden definitief goedgekeurd in maart 1967 in het Schotse Perth waarbij tegelijkertijd nieuwe regels voor internationale wedstrijden werden vastgelegd.
Vanaf 1975 organiseert de internationale curlingbond jaarlijks ook het wereldkampioenschap voor junioren bij de mannen. Het WK voor vrouwen staat sinds 1979 op het programma en vanaf 1988 strijden de vrouwelijke junioren om de mondiale titel.
Nadat eerder curling een olympische demonstratiesport was bij de Spelen van 1932 (Lake Placid), Spelen van 1988 (Calgary) en Spelen van 1992 (Albertville) besloot het IOC in juli 1992 om curling tot officiële olympische sport uit te roepen. Op de Spelen van 1998 (Nagano) stond de sport voor het eerst in 74 jaar op het officiële olympische programma. Aan de eerste editie namen acht landen deel, zowel bij de vrouwen als bij de mannen. Later werd dit deelnemersveld uitgebreid tot tien. In 2018 werd het gemengddubbel toegevoegd aan het olympisch curlingprogramma.
World Curling organiseert sinds januari 2002 ook het wereldkampioenschap rolstoelcurling. In maart van dat jaar werd het gemengd rolstoelcurlen erkend door het Internationaal Paralympisch Comité als paralympische sport. Tijdens de Paralympische Winterspelen 2006 in Turijn maakte de sport zijn debuut.

## Voorzitters
| Periode      | Voorzitter      |
| ------------ | --------------- |
| 1966 - 1969  | Allan Cameron   |
| 1969 - 1979  | Colin Campbell  |
| 1979 - 1982  | Sven Eklund     |
| 1982 - 1985  | George Thompson |
| 1985 - 1988  | Philip Dawson   |
| 1988 - 1990  | Donald Barcome  |
| 1990 - 2000  | Günther Hummelt |
| 2000 - 2006  | Roy Sinclair    |
| 2006 - 2010  | Les Harrison    |
| 2010 - 2022  | Kate Caithness  |
| 2022 - heden | Beau Welling    |

## Leden

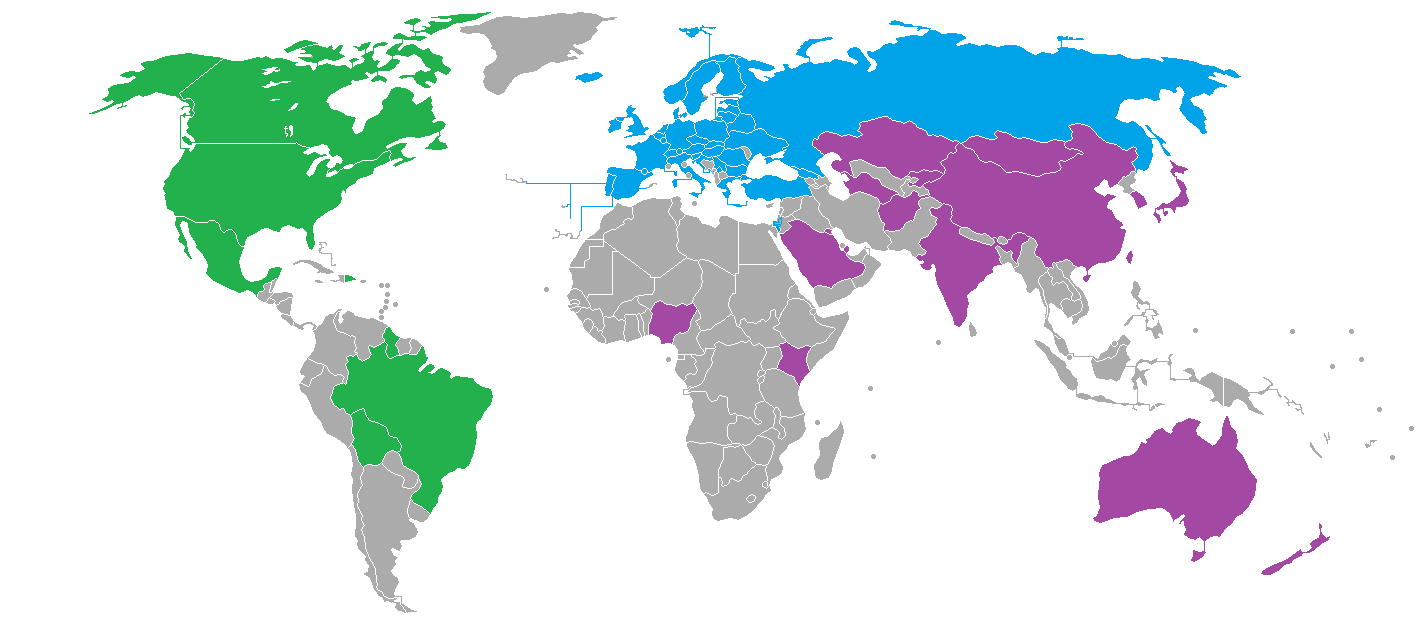
Leden van World Curling

### Afrika
| - Kenia | - Nigeria |  |

### Amerika
| - Amerikaanse Maagdeneilanden - Bolivia - Brazilië - Canada | - Dominicaanse Republiek - Guyana - Jamaica - Mexico | - Puerto Rico - Verenigde Staten |

### Europa
| - Andorra - België - Bosnië en Herzegovina - Bulgarije - Denemarken - Duitsland - Engeland - Estland - Finland - Frankrijk - Georgië - Griekenland - Hongarije - Ierland - IJsland | - Israël - Italië - Kosovo - Kroatië - Letland - Liechtenstein - Litouwen - Luxemburg - Monaco - Nederland - Noorwegen - Oekraïne - Oostenrijk - Polen - Portugal | - Roemenië - Rusland (geschorst sedert 2022) - Schotland - Servië - Slovenië - Slowakije - Spanje - Tsjechië - Turkije - Wales - Wit-Rusland (geschorst sedert 2022) - Zweden - Zwitserland |

### Pacific en Azië
| - Afghanistan - Australië - China - Chinees Taipei - Filipijnen - Hongkong - India | - Iran - Japan - Kazachstan - Kirgizië - Koeweit - Mongolië - Nieuw-Zeeland | - Pakistan - Qatar - Saoedi-Arabië - Thailand - Turkmenistan - Zuid-Korea |